# Józef Herman Osiński
Józef Herman Osiński (ur. 4 marca 1738 w Dobrzykowie, zm. 13 marca 1802 w Warszawie) – polski duchowny katolicki, pijar, pedagog, autor i tłumacz wielu prac z fizyki, chemii oraz metalurgii, nazywany pierwszym polskim elektrykiem. Zajmował się również botaniką, był pionierem fizjologii roślin w Polsce. W zakonie pijarów przybrał imię Kazimierz.

## Życiorys
Jako absolwent szkoły pijarów wstąpił 20 sierpnia 1755 do zakonu, nowicjat odbył w Podolińcu. W latach 1757–1760 studiował w Rzeszowie nauki humanistyczne (humaniora) oraz w Międzyrzeczu Koreckim logikę i filozofię, uważany był przez wykładowców za studenta wybitnego. Po ukończeniu studiów został nauczycielem poetyki w Międzyrzeczu oraz w Warszawie. W latach 1764–1765 ksiądz Osiński ukończył studia teologiczne w Warszawie i został skierowany do Wielunia jako profesor filozofii. Był również rektorem Łomżyńskiej Szkoły Pijarskiej.
W 1768 wyjechał za granicę jako opiekun i nauczyciel młodego Stanisława Sołtyka, dzięki rekomendacji byłego prowincjała i wykładowcy fizyki w Collegium Nobilium pijarów w Warszawie, Antoniego Wiśniewskiego. Pobyt w Wiedniu zaowocował znajomością ze znanym chemikiem i przyrodnikiem Nikolausem Jacquinem, którego prace wywarły olbrzymi wpływ na Osińskiego. I w Wiedniu, i w 1772 w Paryżu Józef Herman Osiński zgłębiał najnowszą wiedzę z dziedziny fizyki, chemii i botaniki. Jego ówczesny podopieczny – S. Sołtyk – wspominał po śmierci ks. Osińskiego, że jego opiekun podczas tych studiów „Po kilka dni z pokoju nie wychodził, odzieży nie odmieniał, prawie bez pokarmu dni i noce na nauce trawił...”.

## Publikacje
- Fizyka doświadczeniami stwierdzona, Warszawa 1777
- Nauka o gatunkach i szukaniu rudy żelaznej[1], Warszawa 1782
- Opisanie polskich żelaza fabryk, Warszawa 1782
- Gatunki powietrza odmienne od tego, w którym żyjemy, Warszawa 1783
- Robota machiny powietrznej pana Montgolfier, Warszawa 1784
- Sposób ubezpieczający życie i majątek od piorunów, Warszawa 1784
- Fizyka najnowszymi odkryciami pomnożona, Warszawa 1801–03

## Odznaczenia
Odznaczony przez Stanisława Augusta Poniatowskiego Medalem Merentibus za podręcznik fizyki i dzieło o kopalniach i hutach.